# Notocampsis santaclarae
Notocampsis santaclarae är en stekelart som beskrevs av Alfred Byrd Graf 1993. Notocampsis santaclarae ingår i släktet Notocampsis och familjen brokparasitsteklar. Inga underarter finns listade i Catalogue of Life.